# 3 Pułk Piechoty Gwardii (Cesarstwo Niemieckie)
3 pułk piechoty Gwardii (niem. 3. Garde-Regiment zu Fuß)  – pułk piechoty niemieckiej okresu Cesarstwa Niemieckiego.
Pułk został sformowany 5 maja 1860. Stacjonował w Berlinie . Wchodził w skład Korpusu Gwardii .

## Bibliografia

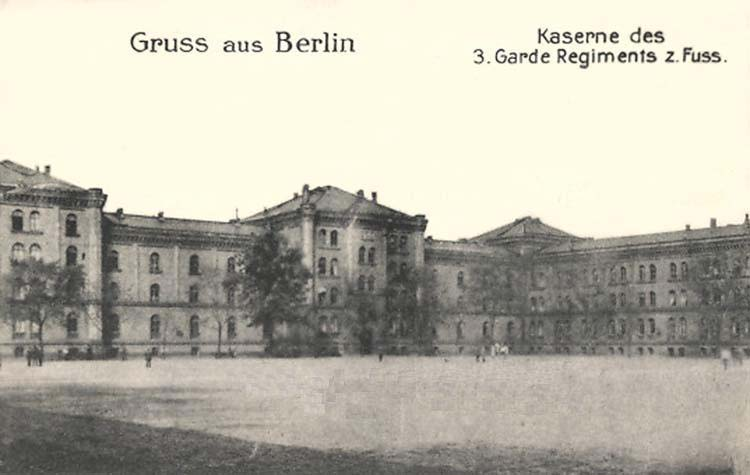
Koszary pułku